# Судова реформа в Польщі (2017)
Судова реформа в Польщі — це реформа судової влади, що відбувається Польщі в 2017 році.

## Зміст та передумови реформи
Про плани щодо реформування судової влади правляча партія «Право і справедливість» (є автором реформи) — оголосила про ще в 2015 році, після перемоги на парламентських виборах. В процесі реформи здійснена спроба внести зміни до основних законів країни, а саме до закону про Верховний суд, про Національну раду суддів, а також закон про суди загальної юрисдикції.

### Закон «Про суди загальної юрисдикції»
Цим законом міністрові юстиції надається право призначати і звільняти голів судів загальної юрисдикції в країні. Закон був підписаний президентом Польщі 25 липня 2017 року незважаючи на масові протести.

### Закони «Про верховний суд» та «Про Національну раду суддів»
Передбачали право міністра юстиції звільняти всіх суддів Верховного суду і обирати їм заміну. 24 липня 2017 року були ветовані президентом Польщі.

## Хронологія подій
12 липня 2017 року Сейм Польщі голосами правлячої партії «Право і справедливість», яка мала абсолютну більшість, підтримав законопроєкт, який має на меті посилення впливу парламенту на призначення суддів. Прийняттю законопроєкта передували протести прихильників влади з вимогою «відправити суд під суд».
15 липня 2017 року у ночі Вища палата польського парламенту більшістю голосів сенаторів від правлячої партії «Право і справедливість» прийняла зміни до двох законів у сфері судової системи країни — про Національну раду судочинства та про суди загальної юрисдикції. Під час голосування «за» реформу віддали свої голоси 57 сенаторів, а 29 висловилися «проти».
Цього ж дня кілька сотень людей вийшли до президентського палацу у Варшаві на акцію протесту проти судової реформи. Вони закликали польського президента накласти вето на законопроєкт, який підпорядковує Верховний суд країни міністерству юстиції. За даними поліції, в цей день було затримано понад 30 осіб.
16 липня 2017 року Варшаві біля Сейму розпочався мітинг проти судової реформи, що була запропонована польською партією «Право і справедливість». Подібні маніфестації відбулися і в інших містах Польщі, зокрема в Кракові, Щеціні, Катовіцах, тощо.
19 липня 2017 року Єврокомісія заявила, що у разі прийняття судової реформи, яка знищує незалежність судів, проти Польщі можуть бути застосовані санкції.
20 липня 2017 року лідер польської опозиції Гжегож Схетина заявив, що у Польщі назріває власний «Майдан».
21 липня 2017 року більше ніж 100 тисяч поляків вийшли на акції протесту проти судової реформи.
Вночі з п'ятниці по суботу 22 липня 2017 року Сенат Польщі прийняв без поправок закон про Верховний суд. Прийняття закону супроводжувалося масовими протестами перед будівлями Сенату та Верховного суду.
23 липня 2017 року тривали опозиційні протести, учасники яких вимагали не запроваджувати законодавчі зміни, що посилять контроль влади над системою судочинства. У Варшаві демонстранти зібралися перед президентським палацом, розмахуючи прапорами Польщі та Євросоюзу, скандуючи «Вільний суд», «Свобода, рівність, демократія» та «Вільна Польща».
24 липня 2017 року президент Польщі Анджей Дуда заявив, що використає право вето щодо законопроєкту про Верховний суд, а також про Національну раду суддів. Аргументуючи своє рішення, президент наголосив, що в польській правовій традиції ніколи не було такого, щоб «генеральний прокурор у якийсь спосіб міг втручатися у роботу Верховного суду як інституції, не говорячи про суддів». Президент, якому закон дає на розгляд представлених на підпис законів три тижні, наголосив, що прийняв це рішення «швидко й без зволікань» з огляду на зростаючий неспокій та поглиблення поділу в суспільстві.
25 липня 2017 року президент підписав один із трьох законопроєктів судової реформи, а саме закон про реформування судів загальної юрисдикції.